# Houston County, Georgia
Houston County [ˈhaʊstən] är ett administrativt område i delstaten Georgia, USA, med 139 900 invånare. Den administrativa huvudorten (county seat) är Perry. 
Robins Air Force Base är belägen i countyt.

## Geografi
Enligt United States Census Bureau så har countyt en total area på 984 km². 976 km² av den arean är land och 8 km² är vatten.

### Angränsande countyn
- Bibb County, Georgia - nord
- Peach County, Georgia - väst
- Twiggs County, Georgia - öst
- Bleckley County, Georgia - sydost
- Pulaski County, Georgia - syd-sydöst
- Dooly County, Georgia - syd
- Macon County, Georgia - sydväst